# Бхарата Муни
Бха́рата — древнеиндийский театровед, автор «Натьяшастры» — одного из древнейших трактатов по театральному искусству и теории драмы, датируемого учёными периодом с V века до н. э. по VIII век н. э.  Бхарата считается отцом индийского театра, а «Натьяшастра» — базовым текстом по индийской музыке и танцам. В ней излагается теория трёх видов актёрского мастерства, детально обсуждается классическая индийская вокально-инструментальная музыка и классические индийские танцы, являющиеся неотъемлемой частью санскритской драмы. В «Натья-шастре» кодифицируется классический индийский танец Бхаратанатьям и классифицируются десять видов санскритских театральных форм (натья\рупака). Бхарата также описывает различные расы (настроения, эмоции) оказавшие заметное влияние на формирование природы индийского танца, музыки и театра.